# متري نعمان
مِتري عبد الله نقولا نَعمان (26 أكتوبر 1912 - 8 يناير 1994) شاعر وكاتب مسرحي لبناني. ولد في دمشق بولاية سوريا العثمانية ونشأ ودرس فيها بالمدرسة البطريركية ثم درس المتوسط والثانوي بمعهد الصلاحية في القدس ثم حريصا. فأتقن اللغات العربية والفرنسية واليونانية واللاتينية. عمل قارئًا ومصحّحًا في مطبعة دير القديس بولس في حريصا، التي عرفت بالمطبعة البولُسية، ثم عيّن مديرًا لها. أسس دارا للثقافة سنة 1979 في لبنان فعمل ناشرًا ومترجمًا. حصل على وسام المعارف اللبناني في 1985 ووسام الفنون والآداب الفرنسي في 1989. له مؤلفات ومجموعات شعرية ومسرحيات نثرية وشعرية، مطبوعة ومخطوطة. توفي في صربا عن 81 عامًا. اهتم ابنه ناجي نعمان بجمع آثاره وتراثه وأنشأَ جائزةً أدبيَّةً بِاسمه «جائزة مِتري نَعمان للدِّفاع عن اللُغة العربيَّة وتَطويرها» في 2007.

## سيرته
ولد متري بن عبد الله بن نقولا بن حنّا نَعمان يوم 26 تشرين الأول/ أكتوبر 1912 في حارة بولاد من محلة باب توما في دمشق عاصمة  ولاية سوريا العثمانية ونشأ بها. والده هو النحّات عبد الله نقولا نعمان (1870-1934)، والدته آجيًّا يوسف حلّاق (1894 - 1969). درس متري نعمان في مدرسة البطريركيَّة بدمشق كما في مدرسة الآباء البِيض، الصَّلاحيَّة، في القدس. أَمضى حياتَه العمليّة شبه الكاملة في إدارة مصالح الآباء البولُسيِّين في حَريصا وجونية وبيروت من 1933 حتى 1987، وارتبطَ اسمه بالمطبعة البُولُسيَّة حيث عمل قارئًا ومصحّحًا فيها ثم عيّن مديرا لها. كانت المكتبة البولسيّة جزءًا من مؤسّسة واحدة، تعرف باسم بـ«المؤسّسة البولسيّة»، وتضمّ المطبعة ومجلّة والمكتبة. وكانت هذه الأجهزة الثلاثة مجتمعة في حريصا، حيث كانت الانطلاقة الأولى ثم نقلت إلى جونية في 1965.

وتعرّف متري نعمان بحكم علائقة الخاصة وعمله في المطبعة، الكثير من الأدباء المشرقيين، منهم: سعيد عقل، وميخائيل الله ويردي، ويوسف غصوب، وعبد الله يوركي حلاق، وإلياس ربابي، وعبد الله العلايلي، وبولس سلامة، وأنطوان السبعلاني، وأنطون قازان، وفؤاد أفرام البستاني، وعادل فاخوري، وعبد الله حشيمة، وإميل تيان، وكمال جنبلاط. وقد ساعد أكثرهم، وغيرهم مثل بشارة الخوري في تنقيح مذكراتهم وكتبهم أو تصحيحها أو إعادة صياغتها فطباعتها.

أسس دارًا للنشر وهي «دار نعمان للثقافة» سنة 1979، التي تسلّمها ابنُه ناجي في العام 1983. أجاد اللغات الفرنسية والإنكليزية وتعمّق في اليونانية واللاتينية والإيطالية. وعمل مترجمًا من اللغات التي أتقنها إلى العربية. 

توفي متري نعمان يوم 8 يناير/ كانون الثاني 1994 في بلدة صربا في جونية من قضاء كسروان.

## مهنته الأدبية
له إسهاماتٌ مختلفةٌ في الأدب واللغة، وساهم لجهة إصدار سلاسل مدرسيّة، ولا سيما سلسلة كتب «المُشَوِّق» ولجهة تصحيح «المُعجم العربيِّ الحديث» لبيير لاروس في طبعته الأولى، سنة 1973. كما صحّح الكثير من الكتب، ولا سيما «ملحمة عيد الرِّياض» لبولس سلامة، وكتاب «إدوار السَّابع وعصرُه» لأندريه موروا، تعريب فؤاد الباشا، وقوّم أوزان زهاءَ أربعة آلاف بيتٍ من الشِّعر في «ديوان سليمان الغزِّي». وصحّح نعمان، إلى هذا، عشرات الكتب، ومئاتِ المقالات، من دونِ أن يبرز اسمه. كما عملَ في وَضع فهرس مجلّة «المَسَرَّة» الهجائيّ المثلّ. وله مقالات نقديّة، والقصائد، نُشِرَت في المجلاَّتُ والجرائد.

### شعره
باكورة أعماله الشعرية هي مسرحية شعرية بعنوان «التَّلاقي بعدَ الفِراق» من ثلاثة فصولٍ، ألَّفها في الرابعة عشرة من العمر، وقد ضمنّنه بحور الشعر الستّة عشر، وأنهاه عام 1927، في سن الخامسة عشرة. وأول بيتٍ من الشّر نظمه وعدَّه من «الصبيانيّات»، هو: «علمٌ وكَسبُ فضائلِ أمنيَّتي/قال الإلهُ لآدَمَ احفَظ سُنتَّي».

صدر له ديوان «هل دق قلب لغير حبيب» سنة 1952، وله مجموعات شعرية مخطوطة، منها: «نعمانيات» و«عمر في مناجاة القلم». وله قصائد نشرتها الصحف، مثل «المسرة» في حريصا و«الصلاح» في القاهرة و«الزمان» في بيروت و«الحب والسلام» في حمص و«جوبيتير» في بعلبك و«الضاد» في حلب و«كوميديا» في دمشق. اهتم أيضًا بالمسرحية الشعرية، وله مسرحيتان شعريتان وهما: «التلاقي بعد الفراق» 1930 و«في سبيل الثأر» 1938. جاء في معجم البابطين عنه «يلتزم شعره الوزن والقافية، في مقطوعات وقصائد متوسطة الطول، تعبر معظمها عن المناسبات الاجتماعية من تهانٍ ومدائحَ ورثاء، وبعضها يتنوع بين الغزل، والتعبير عن القضايا السياسية والحرب، وعن آرائه في الحياة والكون من حوله، واستخلاص العِبَر في أبيات حكمية تتخلل قصائده، ويميل في شعره إلى السرد القصصي شكلاً للكتابة، وهو ما تحمله دلالات بعض عناوين قصائده (ذكرى وحنين - أنين الجائعة - لا تحتقره يا فتى - خير له لو لم تلده أمه) وربما يعود ذلك إلى التأثر بكتاباته المسرحية والقصصية.». ومن شعره «أغنية الربيع»:

## تأثيره وتراثه
عُنِيَ ابنه ناجي نعمان بكتابة السيرة الذاتية لوالدها، وقام بتحقيقها والتَّعليق عليها واختيار مُنتَخباته، وصدرَت في ذكرى ولادته التّسعين، في 8 كانون الثَّاني 2002، بعنوان «متري نعمان: السِّيرة الذَّاتيَّة ومُنتَخَبات»، وفي نسخةٍ مجلّدةٍ واحدةٍ محفوظةٍ في دار نَعمان للثّقافة. ثم أنشأَ ناجي في سنة 2007 جائزةً أدبيَّةً بِاسمه وهي «جائزة مِتري نَعمان للدِّفاع عن اللُغة العربيَّة وتَطويرها»، كما افتتحَ في داره ومؤسَّسته صالةً استِعاديَّةً بِاسمه وبِاسم زَوجته، المعروفة بـ«صالة مِتري وأنجِليك نَعمان الاستِعاديَّة» في 2012، وسَعى مع بلديّة درعون-حريصا فأَطلقت اسمه بعدَ وفاته، وفي مناسبة الاحتِفال بمِئويَّته، على جناحٍ من مكتبتها العامة. والجائزة تمنح عن دار نعمان للثقافة، واستتبع ناجي نعمان جوائز الأدبية المفتوحة على جميع أنواع الأدب واللغات واللهجات في سنة 2002 بجوائز هادفة أربع في 2007، وخصصها للكاتبين بالعربية فحسب، وجعل كل واحدة منها، للدفاع عن «اللغة العربية وتطويرها».

أعدَ ناجي المئَوِيَّة لوالده في سنة 2012، جرى بتاريخ 26 تشرين الأوَّل 2012 في مركز دار نعمان للثقافة وبرعاية مؤسّسة ناجي نعمان للثَّقافة بالمجان. وقد أُلقِيَت كلماتٌ في المناسبة من قِبَل كلٍّ من جورج يغيايان، ومنيف سالم موسى، وجورج شامي، وسُعاد نَعمان القارِح، وشاكر الشّمالي، وسهيل قاشا، وأنيس مسلّم، وحنان نعمان، وإميل كَبا، ورياض عبد الله حلاَّق، وجورج مغامس. ثم افتتح ناجي نَعمان «مكتبة المَجموعات والأعمال الكامِلَة»، كما «صالة مِتري وأنجِليك نَعمان الاستِعاديَّة».

## حياته الشخصية
أشقَّاؤه هم: نقولا (المِتروپوليت لاحقًا)، وحنَين، وأنطون، وشقيقتُه ماري. تزوّجَ متري نعمان من أنجِليك حنّا باشا في 24 فبراير 1946، ولهما أربعة أولاد: عبد الله، جهاد، نبيل، ناجي الذي ولد يوم 19 مايو 1954، وابنتَين: سعاد، وحياة. ويكنى بـ«أبو عبد الله».
وأنجليك ولدت عام 1925 في صور لحنا عيسى حبيب باشا (1889 - 1949) وسليمة يوسف الفاخوري (1900 - 1993)، توفيت يوم 29 سبتمبر (أيلول) 2000. وبعد الزواج، استقر متري معها عند الكوع المُوصلِ إلى مزار سيدة لبنان في حريصا. وأنجب أنجليك في حريصا من الأبناء سُعاد وعبد الله وجهاد ونبيل. ثم انتقلا إلى صربا في كسروان.

## جوائزه وتكريمه
- 1985: وسام المعارف اللبناني[3]
- 1989: وسام الفنون والآداب الفرنسي.[3]
- 2012: جرت في مؤسَّسة ابنه ناجي للثقافة بالمجان، الاحتفاليةُ الخاصة بمئويته الأولى (1912-2012). أصدرت المؤسسة كتاب‌ «متري نعمان بأقلام قارئيه وعارفيه».[21]
- 15 مايو 2015: افتتح الجناح الخاص باسمه في مكتبة البلدية بساحة درعون، حريصا.[22]

## مؤلفاته
- «التَّلاقي بعدَ الفِراق»، مسرحيّة شعريّة من ثلاثة فصولٍ، ألَّفها في الرابعة عشرة من العمر، وطبعَها سنة 1930
- «في سبيلِ الثَّأر»، مسرحية شِعرية من خمسةِ فصولٍ، 1938
- «هَينَمات ذِكرى الحَبيب»، ديوان شعر، 1952
- «مِن الجحيم إِلى النَّعيم»، قصة، 1952
- «أَنقذوني مِن أَهلي»، نقد لغوي، 1979

له مخطوطات غير مكتملة أو منظّمة، هي: 
- «نَعمانيَّات»، مجموعةُ أشعار له في مناسبات متفرّقة
- «خواطر» أو «خواطرُ من شُرفة الشِّير»، مجموعةٌ من الكتابات النَّثريَّة
- «عشرون يومًا في العراق والكويت»، ذكرياتُ سفره إلى هذَين البلدَين مَندوبًا من قِبَل مَطبعة الآباء البولُسيِّين ومكتبتِهم، 1953، نُشِرَتْ في دوريَّات مختلِفَة
- «الرِّحلةُ الفضِّيَّة»، ذكرياتُ سفره مع زوجته في ذكرى زواجهما إلى بعض دول أوروبا عام 1971
- «الرِّحلةُ القَسريَّة»، ذكرياتُ سفره مع زوجته أيضًا إلى ولدَيهما في فرنسا (عبد الله ونبيل) هربًا من  الحرب الأهلية اللبنانية  عامَ 1990
- «عمرٌ في مُناجاة القلم»، حياتُه شِعرًا حتى عام 1947
- «العقدُ المنظَّمُ من الأَمثال السَّائرة والحِكَم»
- «إخوانيَّات»، مجموعةُ رسائِلَ خاصَّة

الكتب التي نقلها إلى العربية، فهي: 
- «شركةُ الكهرباء بدمشق»، 1932
- «قوانينُ الرّهبانيَّات الباسيليَّة المَلَكيَّة»، عن اللاتينية، 1933
- «الأُمَّان»، مسرحيَّةٌ نثريَّةٌ من فصلٍ واحدٍ، 1940
- «الخوفُ من الدَّير»، مسرحيَّةٌ نثريَّةٌ للبَنين من خمسةِ فصولٍ، 1944
- «الفتاة الظَّليم»، مسرحيَّةٌ نثريَّةٌ من ثلاثةِ فصولٍ، 1946
- «مُحاوَراتُ الكَرمليَّات»، عن الثَّورة الفرنسيَّة لجورج برنانوس، 1963
- «الأَمل»، عن الثَّورة الإسـپـانيَّة)، لأندريه مالرو،  1964
- «دفاع سقراط وكريتون»، لأفلاطون (إِلى اللُبنانيَّة)، من ضمن سلسلة أجمل كُتُب العالم لسعيد عقل، 1968
- «بريطانيا في عهد الملكة فيكتوريا»، سِيرة دِزرائيلي لأندريه موروا، 1969
- «العلاقات الإِنسانيَّة»، فرنسيس بو، سلسلة ماذا أعرف؟، 1971
- «الخوفُ من الدَّير»، مخطوطة مسرحيَّة نثريَّة للبنات من خمسةِ فصولٍ
- «إيحاءاتٌ إِلى الأُخت خوسيفا مِنِنْذر»، لدى المكتبة البولُسية ويَذكرُ ابنُه ناجي، في الكتاب الأخير، «أنَّ المكتبةَ خَيَّرَتِ الرَّاحِلَ بين نَشر كتابه المُتَرجَم ذاك، أو نَشر كتابٍ في السِّلسلة عَينها (سلسلة "الشُّهود") لِشَقيقه حنَين نَعمان بعنوان "مارغريت سنكلير"، ففضَّلَ نَشرَ كتاب شَقيقه، بل نَقَّحَهُ وقدَّمَ له!»

ومن مؤلفات حوله:
- «مع متري وأنجليك»، ، 2012  (ردمك 9789953580135)
- «متري نعمان بأقلام قارئيه وعارفيه»، 2012 (ردمك 9789953580142)
- «مئويّة متري نعمان (1912-2012): الاحتفال»، 2013  (ردمك 9789953580173)

## وصلات خارجية
- في معجم البابطين